# 方弢
方弢（1912年12月8日—1951年11月3日），原名方澤豪，廣東省惠來縣人，中國共產黨員，少年時積極參與左翼活動，汕頭金山中學畢業後考入北平中國大學，1935年加入共青團，1937年加入中國共產黨，抗戰時任寧普縣工委宣傳部長，在普寧擔任泥溝群眾學校校長，培育共青團員，日本戰敗後與妻子由鍾國輝介紹於台灣省立基隆中學擔任教務主任，校長鍾浩東等組織基隆市工委，發行光明報，1948年底蔡孝乾遭捕後全台大搜捕，1949年方弢與妻子張奕明遭逮捕，方弢以知匪不報於1951年11月3日遭槍決於馬場町。

## 生平

### 左翼少年
方弢，1912年生於廣東省惠來縣，以優異成績考入汕頭金山中學，民國初年軍閥割據，金山中學為汕頭最高學府，當時校長為軍閥派任的黎貫，東征之後國民革命軍勢力在廣東逐漸成形，1925年金山中學爆發撤換校長事件，由國民革命軍第二次東征勝利後出任東江各屬行政委員的周恩來邀請杜國庠任新校長，時方弢與同學王森泉(之後的廣東省社科院長)、陳鴻銘等都參與了驅逐校長的學潮，金山中學開始進行校園的多項改革，提升員工待遇、增加教學設施、推行民主治校，讓師生到員工都有代表可參與校務會議，培育出許多人才。

### 加入共產黨
方弢金山中學畢業後考入北平中國大學 ，在國府剿共佔領中央蘇區將共黨逼入延安後，1935年發生了一二·九運動「北平學聯」發動的要求「攘外必先安內、一致對外抗日」的學生運動，方弢積極參與活動，並於此時加入共青團，1936年初方弢在上海遇見前共青團普寧縣委書記張重仁，在上海成立了共青團普寧線臨時支部，方弢負責宣傳工作，並重返普寧縣泥溝村興辦泥溝群眾學校，屬於共產黨掌握的學校，方弢由陳紹晟介紹加入共產黨擔任校長，王森泉任教務主任，1936年6月群眾學校成立了共青團支部，吸收了張瑞芝(即張奕明)等加入，1937年中共在普寧成立了工作委員會，方弢擔任宣傳部長。

### 發展組織
方弢擔任宣傳部長期間積極發展組織，抗戰爆發後，1937年11月方弢在流沙教堂成立「普寧青年救亡同志會」(即青抗會)，積極在學校宣揚共產主義拓展組織，此時活動都是以教師身分掩蓋其共黨組織身分，從事宣揚社會主義拓展組織，也成為方弢日後被派往台灣的重要原因，1938年方弢與張奕明結婚，翌年產下一子張珂理由張奕明母親撫養，1939年組織安排方弢前往流沙中學，以便領導普寧青抗會，此時，流沙中學許多老師皆是共產黨員，加以王森泉、鄭敦等人到此兼課，流沙中學成為共產黨培育人才的學校。1939年6月汕頭淪陷後，流沙中學遭到轟炸被與洪陽中學合併，方弢集合原流沙中學教師馬化龍、盧逢生等依舊辦理專班招生，當局為避免共產黨組織擴散，勒令其解散，隨著戰事，方弢等人也走入地下。

### 潛伏者
1940年至1945年，方弢與妻子張奕明在廣西百色地區任教，1945年抗戰勝利，中共華東局組織派遣林英傑、洪幼樵、徐懋德與陳仲豪等人，赴台協助蔡孝乾組織省工委，並吸收組織成員加入，方弢與張奕明透過南口中學同事鍾國輝介紹，由已加入共產黨擔任台灣省立基隆中學校長的黨員鍾浩東安排進入該校任教，方弢任教務主任，張奕明亦為教務處職員，方弢與林英傑都是青抗會同志，與陳仲豪交好，林英傑等人在基隆中學校內印刷並發行光明報，林英傑擔任主筆，撰寫社論抨擊國民政府，鼓吹革命，分析共軍形勢大好，全島解放指日可待等。隨著國共內戰戰事進入尾聲，國府聲勢搖搖欲墜，光明報的發送相當於半公開的狀態，由省工委組織成員發送，張奕明也擔任發送員，發送員中有人竟派送到士林官邸，蔣介石閱畢大怒限期破案，正好省工委學工委台大法學院支部成員王明德將光明報拿給心儀女子作為炫耀竟遭檢舉，光明報遭破獲後導致基隆中學校長鍾浩東、方弢、鍾國員、羅卓才、張奕明遭逮捕，張奕明因陳仲豪引介加入共產黨奉東南軍政長官公署38年12月2日署詳字175號代電處死刑。1949年12月10日遭槍決於馬場町。方弢以知匪不報於1951年11月3日遭槍決於馬場町。

### 紀念
張奕明在家人多方奔走，1982年領到烈士證書，為中華人民共和國烈士。

2013年10月 北京西山國家森林公園的無名英雄廣場上立有無名英雄紀念碑，為紀念來台灣在1950年代被處決「隱避戰線烈士」而設立。方弢烈士銘刻於紀念碑上。

### 家人
光明報事件後張奕明被依匪諜罪名遭槍決，當時方弢與張奕明有一年僅三歲的女兒妮妮，託給同校職員，後由廣東潮汕張姓同鄉領養，改名張亮，大學畢業後在郵局工作，返回大陸曾任基隆市工委書記張仲豪設法與其取得聯繫，並取得其養父母的諒解，告訴她父母受難的經過，並且令其透過曼谷入境中國，與其在大陸的兄長張珂理見面。

### 平反
2018年10月5日，促進轉型正義委員會促轉三字第1075300110B號函文，正式撤銷受難者林慶雲君等1270人之刑事有罪判決暨其刑，其中(40)安潔字第 2996 號，有關方弢意圖顛覆政府而著手實行之有罪判決暨其刑及沒收之宣告正式撤銷。